# Jagannāthpur
Jagannāthpur är en ort i Indien.   Den ligger i distriktet Pashchim Singhbhūm och delstaten Jharkhand, i den östra delen av landet, 1 100 km sydost om huvudstaden New Delhi. Jagannāthpur ligger 434 meter över havet och antalet invånare är 7 020.
Terrängen runt Jagannāthpur är platt. Runt Jagannāthpur är det ganska tätbefolkat, med 248 invånare per kvadratkilometer. Närmaste större samhälle är Noāmundi, 15,3 km väster om Jagannāthpur. I omgivningarna runt Jagannāthpur växer huvudsakligen savannskog.